# Тигечь
Тигечь (рум. Tigheci) — село в Леовском районе Молдавии. Является административным центром коммуны Тигечь, включающей также село Купорань.

## География
Село расположено на высоте 87 метров над уровнем моря на Тигечской возвышенности.

## Население
По данным переписи населения 2004 года, в селе Тигечь проживает 2245 человек (1133 мужчины, 1112 женщины).
Этнический состав села:
| Национальность | Число жителей | Процентный состав |
| -------------- | ------------- | ----------------- |
| молдаване      | 2193          | 97.68             |
| украинцы       | 11            | 0.49              |
| русские        | 10            | 0.45              |
| гагаузы        | 3             | 0.13              |
| румыны         | 2             | 0.09              |
| цыгане         | 2             | 0.09              |
| прочие         | 1             | 0.05              |
| Всего          | 2245          | 100%              |